# Шизуока
Шизуока (јап. 静岡市) град је у Јапану у префектури Шизуока. Према попису становништва из 2005. у граду је живело 700.879 становника.

## Становништво
Према подацима са пописа, у граду је 2005. године живело 700.879 становника.
| 1995.   | 2000.   | 2005.   |
| ------- | ------- | ------- |
| 714.266 | 706.513 | 700.879 |

## Спорт
Шизуока има фудбалски клуб Шимизу с-пулс.